# Tipula iranensis
Tipula iranensis är en tvåvingeart som beskrevs av Theowald 1978. Tipula iranensis ingår i släktet Tipula och familjen storharkrankar. Inga underarter finns listade i Catalogue of Life.